# Estación Nacional de Cuautitlán
Nacional de Cuautitlán fue una estación central de trenes que se encuentra en la Cuautitlán, Estado de México. La estación se encuentra a 100 metros de la estación Cuautitlán del Tren Suburbano y actualmente es utilizada como refugio de indigentes y migrantes. El complejo contaba con taquillas, bodegas, oficinas del telégrafos y correos.

## Historia
La estación fue edificada sobre la línea México-Laredo de Tamaulipas del Ferrocarril Nacional de México. Los trabajos de construcción de la línea se realizaron por concesión del 13 de septiembre de 1880 a la Compañía Constructora Nacional Mexicana que posteriormente se consolidó como Compañía del Camino de Fierro Nacional Mexicana. El servicio entre México y Laredo de Tamaulipas fue inaugurado en noviembre de 1888. Entre 1901 y 1903, al convertir de vía angosta a vía ancha, también se modificaron la razón social y la ruta original México, Toluca, Acámbaro, Empalme González (hoy Escobedo), llevando la línea por Cuautitlán, Teocalco y Querétaro hasta el Empalme González.
En el 2016, un conductor ebrio de una camioneta chocó contra la antigua estación, destruyéndola parcialmente,